# Hiszpańscy posłowie do Parlamentu Europejskiego 2024–2029
Hiszpańscy posłowie X kadencji do Parlamentu Europejskiego zostali wybrani w wyborach przeprowadzonych 9 czerwca 2024, w których wyłoniono 61 deputowanych.
Na początku kadencji nieobsadzony pozostał mandat uzyskany przez przedstawiciela katalońskiego ugrupowania separatystycznego Junts i Lliures per Europa Antoniego Comína; hiszpańska komisja wyborcza skreśliła go z listy wybranych posłów. Objęcie mandatu uzależniono od rozstrzygnięcia sprawy przez Trybunał Sprawiedliwości Unii Europejskiej.

## Posłowie według list wyborczych
Partia Ludowa
- Dolors Montserrat
- Carmen Crespo
- Alma Ezcurra
- Esteban González Pons
- Fernando Navarrete
- Javier Zarzalejos
- Rosa Estaràs Ferragut
- Francisco Millán Mon
- Pilar del Castillo Vera
- Adrián Vázquez Lázara
- Gabriel Mato Adrover
- Raúl de la Hoz Quintano
- María Esther Herranz García
- Juan Ignacio Zoido
- Susana Solís
- Pablo Arias Echeverría
- Antonio López-Istúriz White
- Isabel Benjumea
- Borja Giménez Larraz
- Elena Nevado del Campo
- Nicolás Pascual de la Parte
- Maravillas Abadía

Hiszpańska Socjalistyczna Partia Robotnicza
- Iratxe García Pérez
- Javier López Fernández
- Hana Jalloul
- Javier Moreno
- Lina Gálvez
- Jonás Fernández
- Leire Pajín
- César Luena
- Idoia Mendia
- Nicolás González Casares
- Cristina Maestre
- Juan Fernando López Aguilar
- Sandra Gómez López
- Ignacio Sánchez Amor
- Laura Ballarín Cereza
- Marcos Ros Sempere
- Rosa María Serrano Sierra
- Elena Sancho Murillo
- José Cepeda
- Alícia Homs Ginel[3]

Vox
- Jorge Buxadé
- Hermann Tertsch
- Juan Carlos Girauta
- Mireia Borrás
- Margarita de la Pisa Carrión
- Jorge Martín Frías

Ahora Repúblicas
- Diana Riba i Giner (ERC)
- Pernando Barrena (EH Bildu)
- Ana Miranda (BNG)

Sumar
- Estrella Galán
- Jaume Asens
- Vicent Marzà

Se Acabó La Fiesta
- Alvise Pérez
- Diego Solier
- Nora Junco García

Podemos
- Irene Montero
- Isabel Serra

Junts i Lliures per Europa
- Antoni Comín (mandat nieobsadzony)[2]

CEUS (w tym Nacjonalistyczna Partia Basków)
- Oihane Agirregoitia